# Choe Bu
Choe Bu (tiếng Hàn Quốc: 최부, 1454-1504) là một quan chức trong triều Joseon (1392-1910). Ông được biết đến nhiều nhất qua vụ đắm tàu đi tại Trung Quốc tháng Bảy 1488, trong triều Minh (1368-1644). Cuối cùng ông đã bị trục xuất khỏi Joseon trong năm 1498 và bị tử hình trong hai cuộc thanh trừng chính trị năm 1504. Tuy nhiên, trong năm 1506 ông ấy đã được minh oan và phục hồi danh dự.
Nhật kí du hành của Choe tại Trung Quốc đã được lưu hành rộng rãi trong thế kỷ 16 ở cả Hàn Quốc và Nhật Bản. Sử học hiện đại cũng quan tâm đến tác phẩm của ông, sách của ông cung cấp quan điểm của người nước ngoài về nền văn hóa Trung Quốc vào thế kỷ 15 và thông tin hữu ích về các thành đô ở Trung Quốc và các khu vực khác. Thái độ và ý kiến thể hiện trong cách viết của mình đại diện cho một phần quan điểm và cách nhìn của nhà Nho Hàn Quốc  thế kỷ 15, ông thấy văn hóa Trung Quốc có nhiều điểm tương tự Hàn Quốc. Ông mô tả của thành phố, con người, khách hàng, ẩm thực, và thương mại hàng hải qua kênh Đại Vận Hà cung cấp một cái nhìn về cuộc sống hàng ngày của người dân Trung Quốc và cho thấy sự khác biệt giữa hai miền bắc nam của Trung Quốc.

## Nghề nghiệp chính

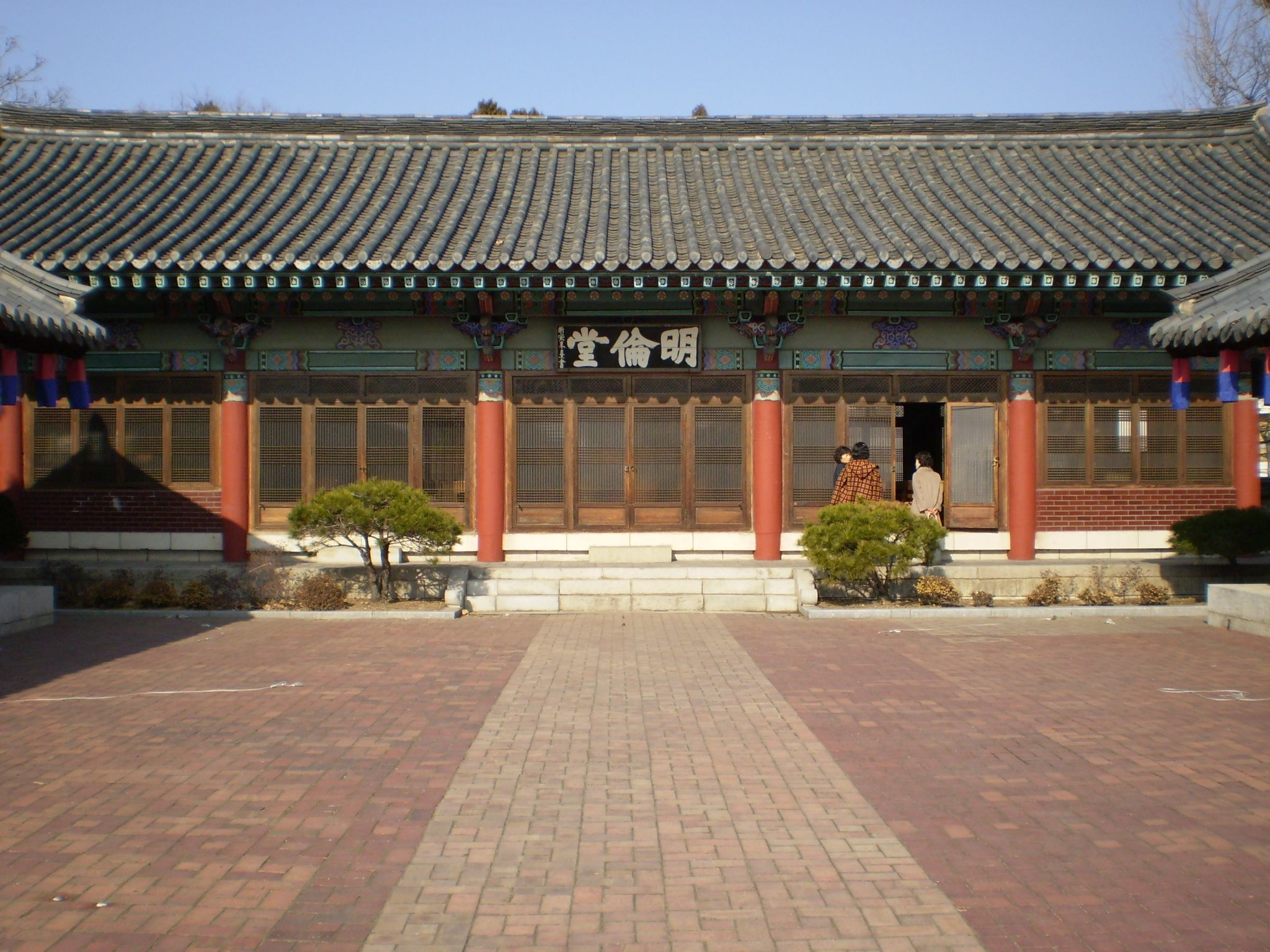
Một hyanggyo ở Daegu.

Choe Bu  thuộc gia tộc Tamjin Choe được sinh ra vào năm 1454 tại Naju thuộc Jeollanam-do, Joseon. Choe đỗ cuộc thi jinsa vào năm 1477 nhưng chỉ đủ đậu vào Viện Hàn lâm Quốc gia, hoặc Seonggyungwan, nơi mà ông có thể học thêm cho các cao hơn cho kì thi mungwa chứ không được làm quan ngay. Để chuẩn bị cho kỳ thi, ông đã nghiên cứu Ngũ Kinh giống như một học trò nhà Nho nhưng ông cũng đã được dạy sự quan trọng của Tứ Thư, đó là phù hợp với Tân Nho gia-giáo lý đầu tiên được chấp nhận trong chính thống giáo dục Trung Quốc vào giữa thế kỷ 13. Ông vượt qua kì thi dân sự vụ đầu tiên của mình tại 1482 và lần hai vào 1486, đủ điều kiện cho ongmột chức quan trong triều. Trong sự nghiệp như là một học giả của ông đã kéo dài 18 năm, Choe đã nắm được quyền lực với các vị trí khác nhau. 